# John Dean
Pour les articles homonymes, voir Dean et John Dean Kuku.
 (février 2019).
Si vous disposez d'ouvrages ou d'articles de référence ou si vous connaissez des sites web de qualité traitant du thème abordé ici, merci de compléter l'article en donnant les références utiles à sa vérifiabilité et en les liant à la section « Notes et références ».
John Wesley Dean III, né le 14 octobre 1938 à Akron dans l'Ohio, est le conseiller juridique de la Maison-Blanche (White House Counsel), auprès du 37e président américain Richard Nixon de juillet 1970 à avril 1973. 

## Biographie
En tant que conseiller à la Maison-Blanche, il est profondément impliqué dans le scandale du Watergate, considéré comme le principal instigateur responsable de la dissimulation de l'affaire selon l'enquête préalable du FBI. Le 27 juin 1973, devant la Commission sénatoriale d'enquête sur le Watergate, John Dean plaide coupable et s'accuse lui-même ainsi que John Mitchell, H. R. Haldeman, John Ehrlichman et surtout Richard Nixon des différentes malversations menées pour étouffer l'affaire. Il est ainsi la première personnalité officielle à dénoncer publiquement le président Nixon. C'est essentiellement lors de la réunion du 15 septembre 1972 dans le Bureau ovale qui a réuni Richard Nixon, H. R. Haldeman et lui-même que John Dean révèle la volonté personnelle du président pour l'encourager à « contenir » l'affaire. 
Ses affirmations sont dans un premier temps niées vigoureusement par le président américain, et ce n'est que lorsque sont révélés et exploités les enregistrements secrets de Richard Nixon effectués dans le bureau ovale que les affirmations de John Dean ont pu être vérifiées et ainsi démontrer qu'il a dit la vérité lors de sa déposition publique. Selon Dean, John Ehrlichman ordonne le cambriolage de l'immeuble du Watergate au nom de Nixon. À la suite de ses accusations, John Dean est condamné à un an de prison pour « felony » (infraction impliquant une peine d'au moins un an de prison) et est radié des barreaux de Virginie et du District de Columbia. Après sa sortie de prison, il entame une carrière de banquier d'affaires et de conférencier.